# Vermittlung (Arbeitsamt)
Die Vermittlung von Arbeits- und Ausbildungsplätzen ist eine Dienstleistung der deutschen Agentur für Arbeit (vormals Arbeitsamt), die in §§ 35–39 SGB III geregelt ist.
Die Dienstleistung der Vermittlung steht Arbeitsuchenden offen, aber auch Bezieher von Arbeitslosengeld und Arbeitslosengeld II können Dienstleistungen der Vermittlung von der Agentur für Arbeit erhalten.

## Grundsätze
Die Beratung und Vermittlung ist grundsätzlich unentgeltlich (§ 42 SGB III). Bis 2014 war die Auslandsvermittlung aufgrund einer nach § 43 SGB III erlassenen Anordnung gebührenpflichtig, mit Aufhebung der Anordnung ist auch diese Dienstleistung gebührenfrei.
Vermittelt werden darf nicht, sofern die Arbeits- oder Ausbildungsstelle gegen geltendes Recht oder die guten Sitten verstößt (§ 36 Abs. 1 SGB III). Die Prostitution gilt auch in heutiger Zeit als sittenwidrig und eine Vermittlung in solche Stellen ist unzulässig.
Eine Einschränkung von Arbeitsstellen nach Geschlecht, Alter, Gesundheitszustand, Staatsangehörigkeit oder ähnlicher Merkmale ist nur dann zulässig, wenn diese Einschränkungen unerlässlich ist (etwa beim bis 2004 geltenden Beschäftigungsverbot für Frauen im Bergbau). Andere Merkmale wie Rasse, Religion, Behinderung oder sexuelle Identität dürfen nur berücksichtigt werden, wenn es nach dem Allgemeinen Gleichbehandlungsgesetz zulässig ist (etwa bei kirchlichen Arbeitgebern). Einschränkungen aufgrund Gewerkschafts- oder Parteizugehörigkeit sind nur bei Tendenzbetrieben zulässig, wenn die Art der auszuübenden Tätigkeit dies rechtfertigt (§ 36 Abs. 2 SGB III).
Außerdem darf die Agentur für Arbeit nur in einen Betrieb vermitteln, der von einem Streik betroffen ist, wenn der Arbeitsuchende das ausdrücklich wünscht. (§ 36 Abs. 3 SGB III)

## Pflichten der Arbeitgeber
Arbeitgeber sind verpflichtet, jede freie Stelle der Arbeitsagentur zu melden. Diese Verpflichtung ergibt sich aus dem Schwerbehindertenrecht, denn nach § 164 Abs. 1 SGB IX haben Arbeitgeber zu prüfen, ob freie Stellen mit schwerbehinderten Menschen, insbesondere solchen, die arbeitslos oder arbeitsuchend gemeldet sind, besetzt werden können.
Arbeitgeber haben dazu der Arbeitsagentur alle erforderlichen Auskünfte zu erteilen und Unterlagen vorzulegen. Sie können entscheiden, ob die freie Stelle als Vermittlungsvorschlag an Arbeitsuchende abgeschickt wird, die Stelle in der Jobbörse aufgeführt wird oder sie lediglich Kontaktdaten von Arbeitsuchenden erhalten möchten (§ 39 Abs. 1 SGB III).
Die Bundesagentur für Arbeit hat aufgrund des Urteils des BAG vom 25. November 2021 - 8 AZR 313/20, die Eingabemaske zur Einstellung von Stellenausschreibungen in ihre Online-Jobbörse geändert. Eine ordnungsgemäße Einstellung von Stellenausschreibungen in die Jobbörse bei der Bundesagentur für Arbeit liegt nur dann vor, wenn die Frage „Möchten Sie für dieses Stellenangebot den Vermittlungsauftrag für die Bundesagentur für Arbeit erteilen?“ mit „Ok“ bestätigt wurde (§ 164 Abs. 1 SGB IX). Besprechung von Dr. Anja Katharina Euler, jurisPR-ArbR 18/2022 Anm. 2.
Ist eine offene Stelle nach drei Monaten noch unbesetzt, soll die Arbeitsagentur dem Arbeitgeber eine Arbeitsmarktberatung anbieten (§ 39 Abs. 2 SGB III). Die Vermittlung kann eingestellt werden, wenn sie erfolglos ist; dies ist spätestens sechs Monate nach einer erfolgten Arbeitsmarktberatung der Fall, bei Ausbildungsstellen drei Monate nach Beginn des Ausbildungsjahres (§ 39 Abs. 3 SGB III).

## Pflichten des Arbeitsuchenden
Konkrete Vorschläge für Arbeitsstellen erhalten Arbeitssuchende in Form eines Vermittlungsvorschlages, der in der Regel per Post abgeschickt wird.
Eine Weigerung, sich auf einen Vermittlungsvorschlag mit Rechtsfolgenbelehrung zu bewerben, führt bei Arbeitsuchenden zu einer Vermittlungssperre von zwölf Wochen. Bei Beziehern von Arbeitslosengeld und Arbeitslosengeld II führt es zu einer Sperrzeit bzw. zu einer Sanktion. Eine Weigerung besteht auch dann, wenn der Arbeitsuchende durch sein Verhalten das Anbahnen der Beschäftigung verhindert, etwa indem er vorsätzlich eine negative Bewerbung abschickt in der Absicht, vom Arbeitgeber nicht berücksichtigt zu werden.
Ein Vermittlungsangebot muss zuallermindest den Namen des Arbeitgebers und die Art der Tätigkeit beinhalten. Weitergehende Kriterien gelten im Rechtskreis SGB II, hier muss zusätzlich noch die genaue Arbeitszeit und die Entlohnung angegeben werden, um die Zumutbarkeit des Vermittlungsvorschlags konkret prüfen zu können.